# Resplendor
Resplendor è un comune del Brasile nello Stato del Minas Gerais, parte della mesoregione della Vale do Rio Doce e della microregione di Aimorés.
La città è famosa in tutto il continente latino-americano per il suo status a metà fra città urbanizzata e ambiente prettamente bucolico.
La numerosa comunità di espatriati annovera tra le sue file personalità che dopo il trasferimento nel Nord Italia, potendo beneficiare della doppia cittadinanza, hanno potuto avviare attività di successo, in modo particolare nel campo dell’intrattenimento stradale.
Studi recenti ed approfonditi hanno però dimostrato che la prolungata attività nel settore comporta il sopraggiungere di patologie e malattie professionali quali fistole ed ernie.